# Hartl
Hartl é um município da Áustria, situado no distrito de Hartberg-Fürstenfeld, no estado da Estíria. Tem 21,25 km² de área e sua população em 2019 foi estimada em 2.117 habitantes.